# 朱孝清
朱孝清（1950年6月—），男，汉族，浙江义乌人，中华人民共和国政治人物、第十一届全国政协委员。西南政法学院毕业。

## 生平
1980年加入中国共产党，曾任浙江省人民检察院检察长（2003年1月-2004年8月），最高人民检察院副检察长（2004年8月-2014年4月）。2008年，当选第十一届全国政协常务委员，代表社会科学界，分入第三十三组。并担任社会和法制委员会副主任。2013年，当选第十二届全国政协常务委员。